# Хирургия (фильм, 1909)
Хирургия — российский немой фильм режиссёра Петра Чардынина, по одноимённому рассказу Антона Чехова, снятый в Торговом доме А. А. Ханжонкова (по другим данным — киностудией Александра Дранкова) в 1909 году. Фильм не сохранился.

## Сюжет
Действие рассказа происходит в Земской больнице. Однажды доктор больницы уехал жениться и больных стал принимать фельдшер Сергей Кузьмич Курятин. В это время в больницу явился церковный дьячок Ефим Михеич Вонмигласов, у которого сильно заболел зуб. Осмотрев зуб, Курятин решил его удалить. Под вопли дьячка он долго тянул изо рта больной зуб, но в итоге сломал его. Во время этой процедуры вежливые фельдшер и пациент вконец переругались.

## О фильме
По воспоминания актёра Якова Алексеевича Жданова, немой фильм был снят по его заказу Александром Дранковым вместе с двумя другими: «Предложением» и «Не в духе», и использовался для кинодекламаций — когда стоявшие за экраном актёры произносили реплики за экранных персонажей. Фильм снимался в случайных сборных декорациях, нашедшихся в фотоателье в Богословском переулке. Труппа актёров с фильмом гастролировала по всей России. Кинодекламации с пользовались большим успехом у тогдашней российской публики, однако полицейские власти с подозрением относились к ним вообще, и к этому фильму в частности, воспринимая его как глумление над духовенством.
Однако, согласно каталога «Художественный фильмы дореволюционной России» Вениамина Вишневского, фильм был снят Торговым домом Ханжонкова.

## Съёмочная группа
(по данным Вениамина Вишневского)
- Режиссёр — П. Чардынин
- Продюсер — А. Ханжонков
- Оператор — В. Сиверсен

## В ролях
(по данным Вениамина Вишневского)
- Петр Чардынин — Ефим Михеич Вонмигласов, дьячок
- В. Ниглов — Сергей Кузьмич Курятин, фельдшер